# Кандик (река)
Кандик (англ. Kandik River) — река в западной части канадской территории Юкон и в восточной части штата Аляска, США. Приток реки Юкон. Длина реки — 132 км.
Берёт начало на территории Канады и течёт преимущественно на юго-запад. Впадает в реку Юкон в штате Аляска, в 14 км к северо-востоку от устья реки Чарли, на территории национального заповедника Юкон — Чарли.